# Pedra Badejo
Pedra Badejo é uma cidade na costa leste da ilha de Santiago, Cabo Verde. Tem uma população de 9.488 habitantes, e é a sede do Concelho de Santa Cruz.
Em vicinidade é uma zona importante aves nomeado Lagoas de Pedra Badejo.

## Demografia
- 1991 (Censo de 23 de junho): 5.302
- 2000 (Censo de 16 de junho): 8.492
- 2004 (1 de janeiro): 9.488

## Bairros
- Achada Fátima - norte
- Porto Abaixo (or Aberto) - centro
- Porto Acima - centro
- Salinas - sul

## Desporto
Clubes de futebol incluindo-se Benfica de Santa Cruz e CD Scorpion Vermelho.
Todos os clubes utilizam o Estádio Municipal 25 de Janeiro localizado em zona noroeste.

## Galeria

Galeria de fotos
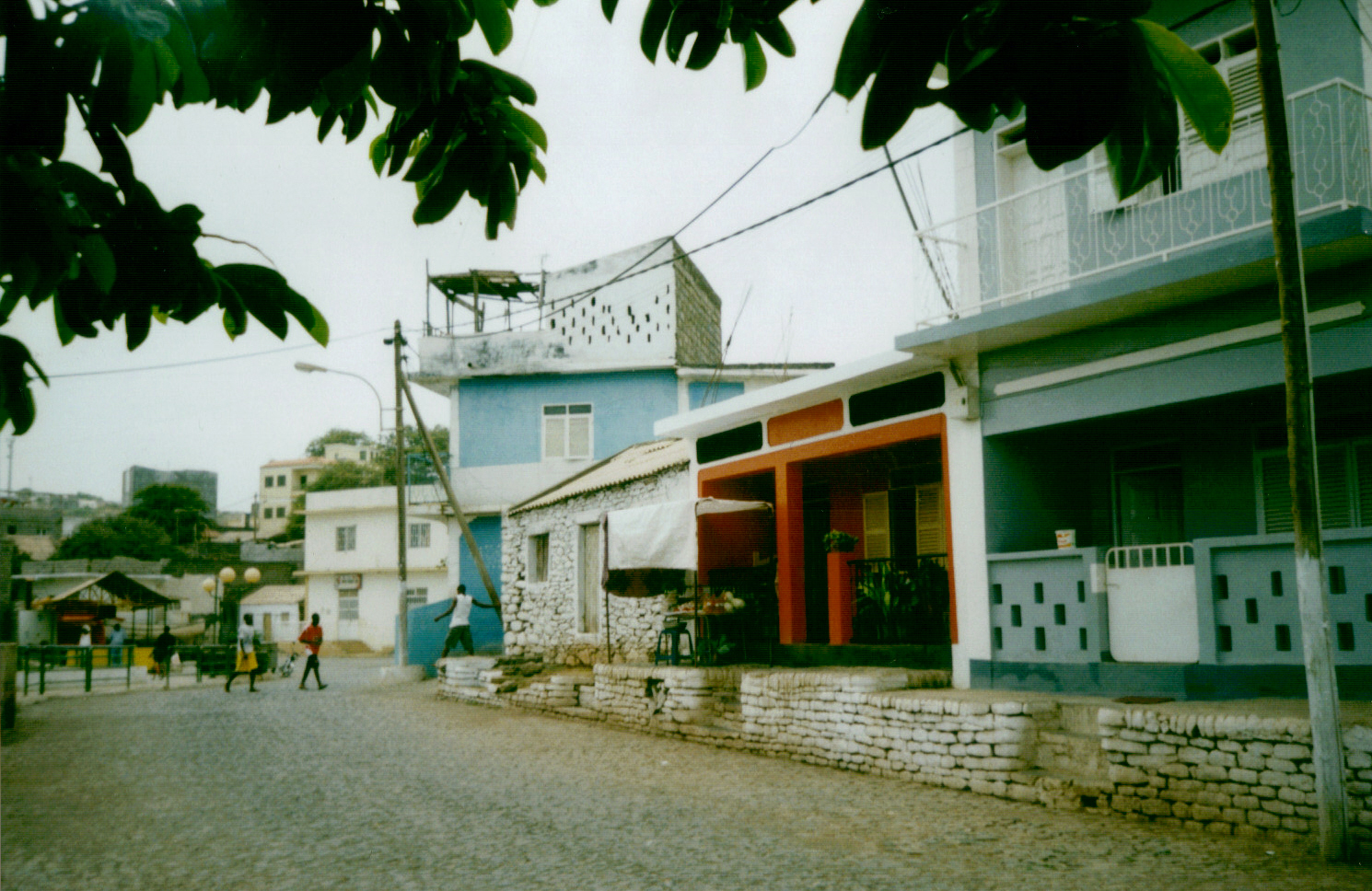
Rua Principal.
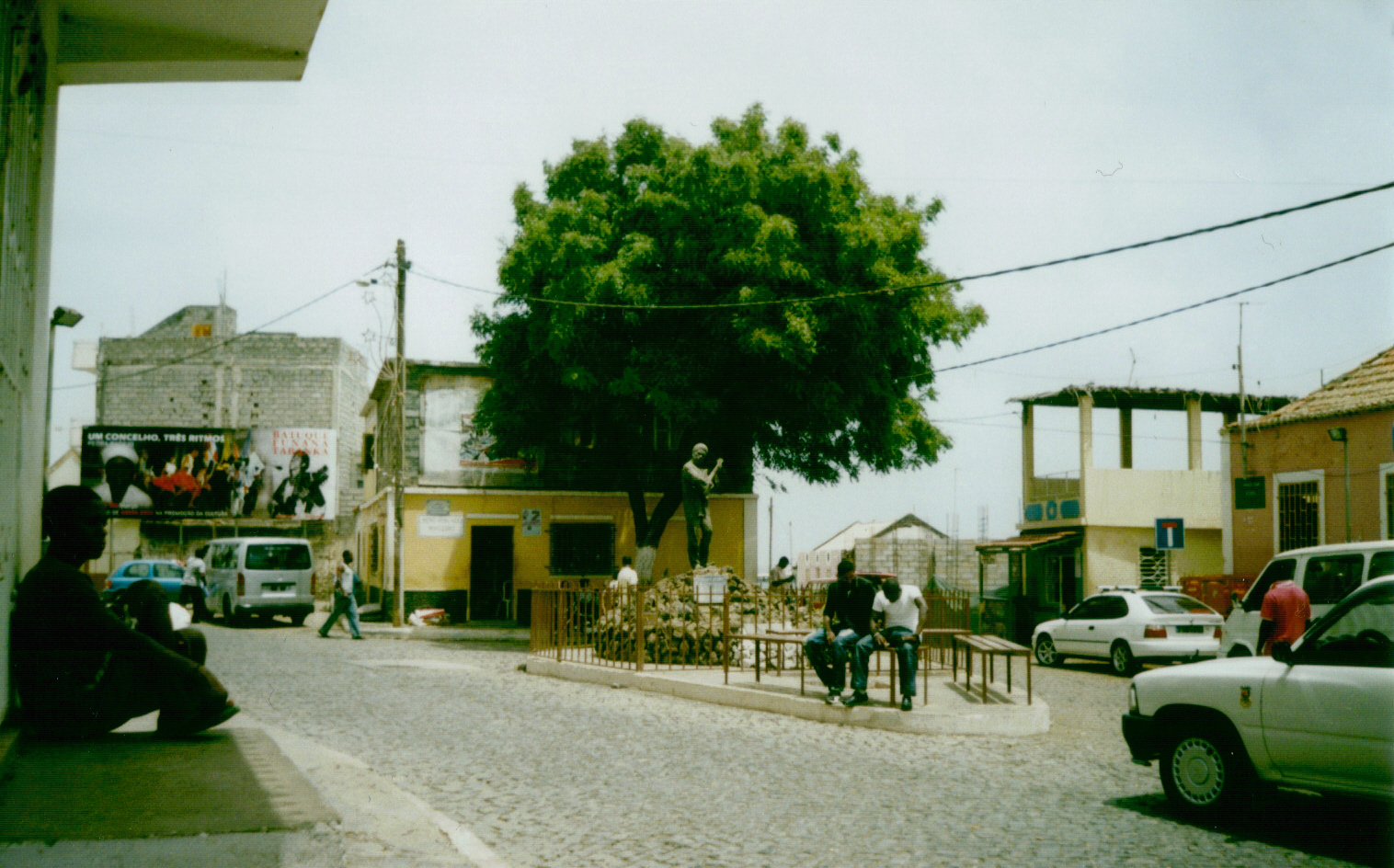
Praça.
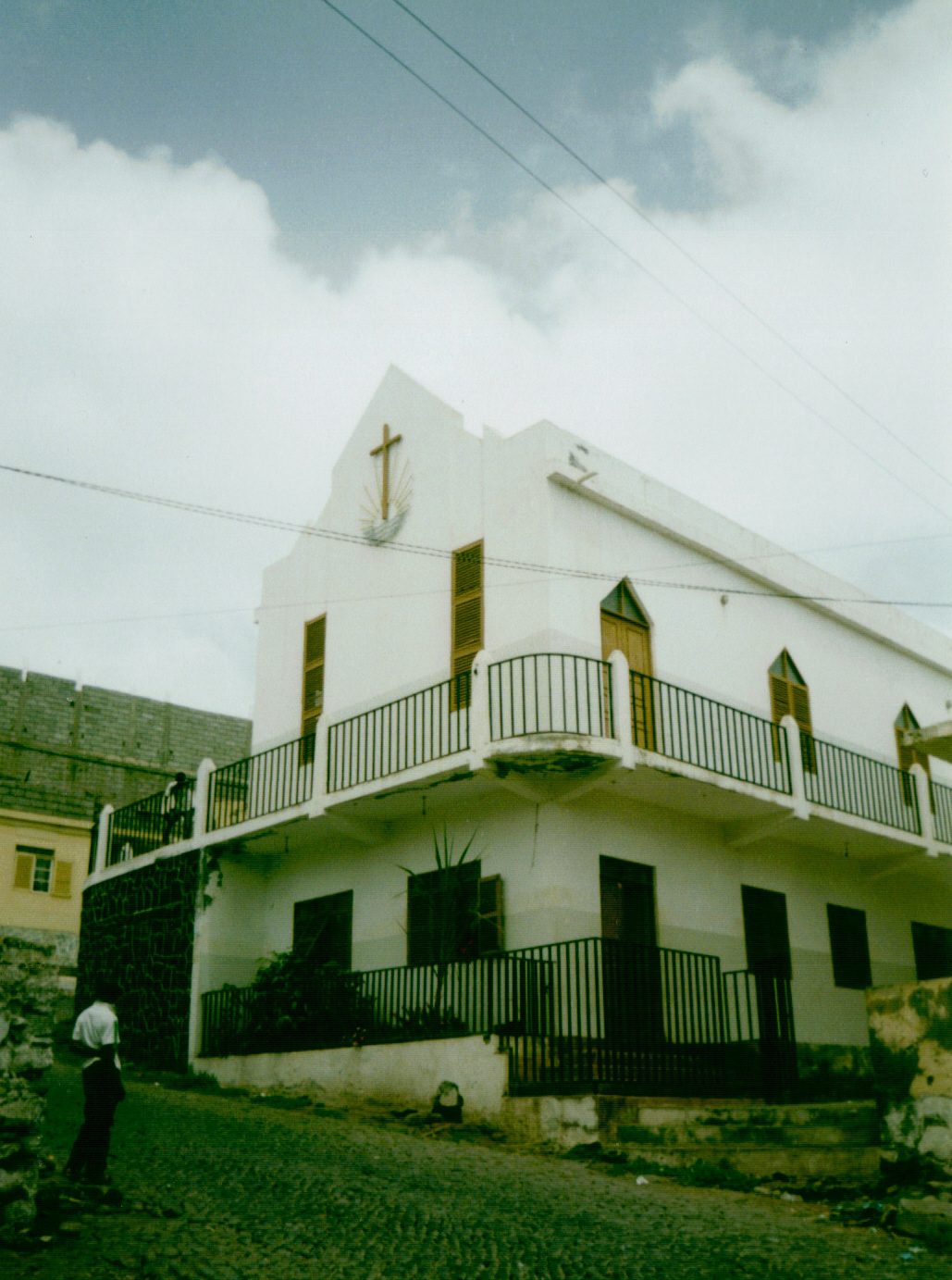
Igreja Nova Apostólica.
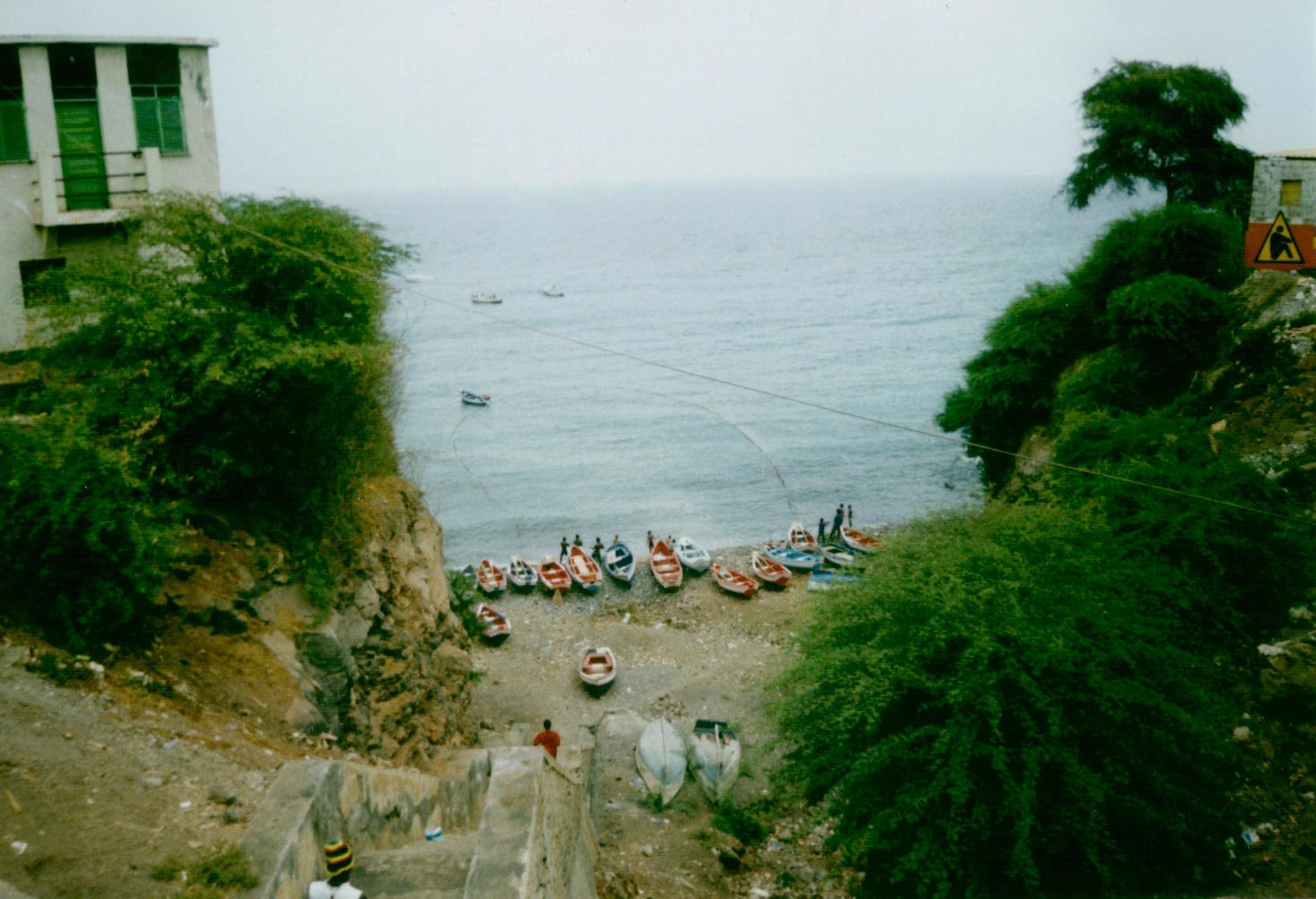
Vista do porto.
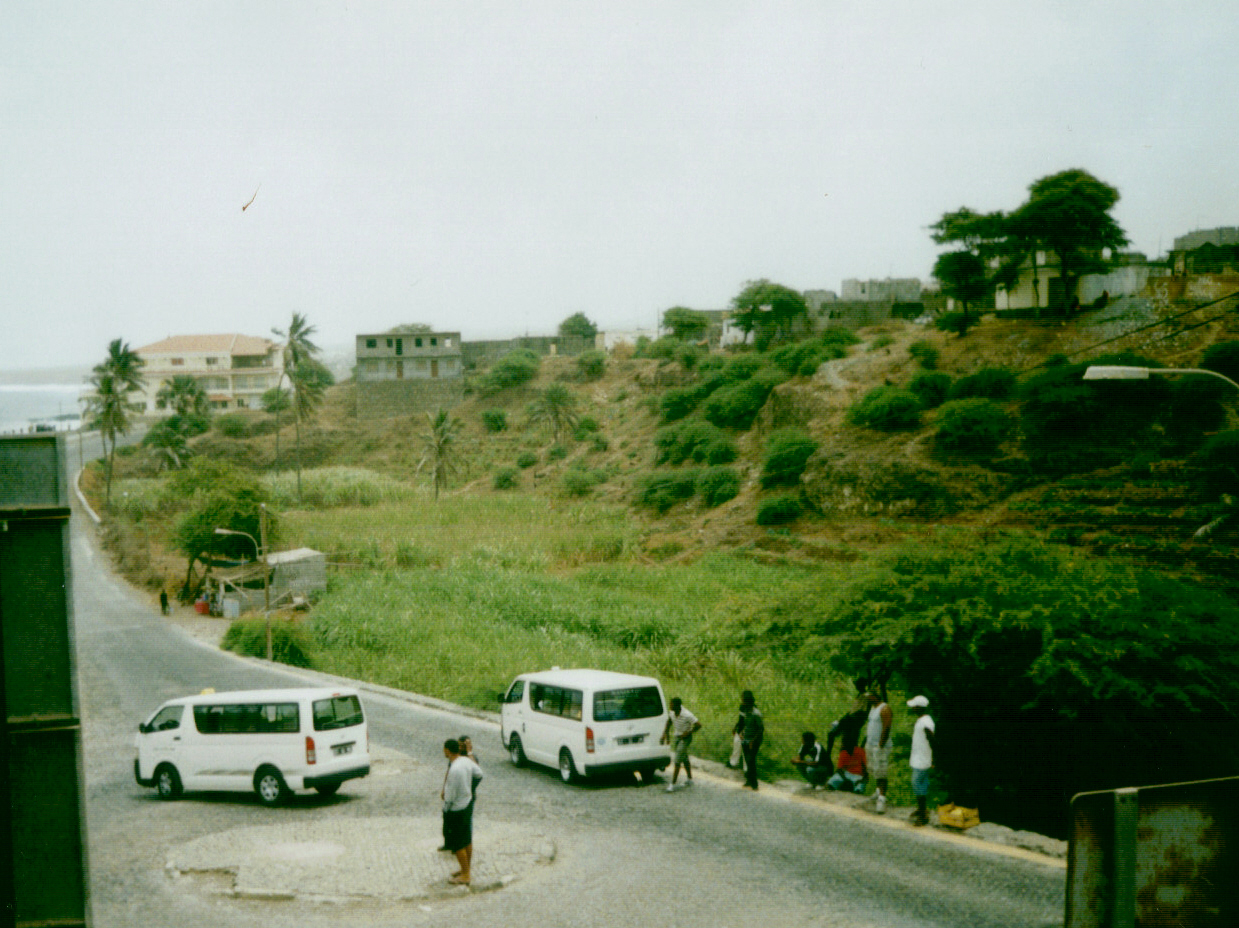
Obra de rega na cidade.

## Ligação externa
- http://www.rtc.cv/index.php?paginas=13&id_cod=13193

| Ilha de Santiago |
| --- |
| Cidades, vilas e aldeias Achada \| Achada Banana \| \|Achada Fazenda \| Achadinha de Baixo \| Água do Gato \| Assomada \| Boa Entrada \| Calheta de São Miguel \| Cancelo \| Chão Bom \| Cidade Velha \| Figueira da Naus \| João Varela \| Mangue de Setes Ribeiras \| Milho Branco \| Pedra Badejo \| Pico \| Porto Formoso \| Porto Gouveia \| Porto Mosquito \| Porto Rincão \| Praia \| Principal \| Ribeira da Barca \| Ribeira da Prata \| Rui Vaz \| Santa Ana \| São Domingos \| São Francisco \| São Jorge dos Órgãos \| Tarrafal \| João Teves \| Trás os Montes |
| Cabo Verde \| Sotavento \| Santiago |